# Heleen Crielaard
Heleen Crielaard ('s-Hertogenbosch, 10 januari 1967) is een Nederlands voormalig volleybalspeelster. Ze vertegenwoordigde Nederland in 1992 op de Olympische Zomerspelen en speelde 139 interlands. Crielaard speelde lange tijd bij VVC Vught.
Naast haar sportloopbaan studeerde Crielaard psychologie. Na haar actieve loopbaan trad Crielaard in dienst bij de Rabobank waar ze geruime tijd Hoofd Sponsoring was. In die rol was ze actief betrokken bij de Rabobank Wielerploeg. Vervolgens vervulde Crielaard functies in de marketing bij dezelfde bank.
Cintha Boersma · Erna Brinkman · Heleen Crielaard · Kirsten Gleis · Aafke Hament · Marjolein de Jong · Vera Koenen · Marrit Leenstra · Irena Machovcak · Linda Moons · Henriëtte Weersing · Sandra Wiegers